# 엔진 노킹
노킹(knocking 또는 노크, 폭발, 스파크 노크, 핑핑 또는 핑킹)은 스파크 점화 내연 기관에서 실린더 내 공기/연료 혼합물의 일부 연소가 스파크 플러그에 의해 점화된 화염 전면의 전파로 인해 발생하지 않을 때, 그러나 공기/연료 혼합물의 하나 이상의 포켓이 정상 연소 전선의 엔벨로프 외부에서 폭발할 때 발생한다. 연료-공기 충전은 점화 플러그에 의해서만 점화되고 피스톤 행정의 정확한 지점에서 점화된다. 4행정 주기의 최적 순간에 연소 과정의 피크가 더 이상 발생하지 않을 때 노크가 발생한다. 충격파는 특징적인 금속성 "핑" 소리를 생성하고 실린더 압력은 극적으로 증가한다. 엔진 노킹의 영향은 중요하지 않은 것부터 완전히 파괴적인 것까지 다양하다.
노킹은 사전 점화(Pre-ignition)와는 구별하며 이 둘은 구별되는 사건이다. 그러나 사전 점화 후에는 노킹이 뒤따를 수 있다.
폭발 현상은 1914년 11월 로지 형제(Lodge Brothers, 점화 플러그 제조업체 및 올리버 로지(Oliver Lodge) 경의 아들)의 편지에 설명되어 오토바이에서 "노킹" 또는 "핑"하는 원인에 대한 토론을 풀어나갔다. 편지에서 그들은 초기 점화는 일반적인 팽창 대신 가스 폭발을 일으킬 수 있으며 폭발에 의해 생성되는 소리는 마치 금속 부품을 망치로 두드린 것과 같다고 말했다. 항공기 엔진의 고장 원인을 발견하기 위해 1916년에서 1919년 사이에 수행된 실험 중에 해리 리카르도(Harry Ricardo)가 추가로 조사하고 설명했다.

## 정상 연소
이상적인 조건에서 일반 내연 기관은 실린더의 연료/공기 혼합물을 질서 있고 제어된 방식으로 연소한다. 연소는 엔진 속도 및 부하를 포함한 여러 요인에 따라 상사점(TDC)에서 약 10~40도의 크랭크축 각도에서 점화 플러그에 의해 시작된다. 이러한 점화 진행은 연소 과정이 팽창하는 가스로부터 작업을 최대로 회수할 수 있는 이상적인 시간에 최대 압력을 개발할 시간을 허용한다.
스파크 플러그의 전극을 가로지르는 스파크는 스파크 플러그 갭 크기의 작은 화염 커널을 형성한다. 크기가 커짐에 따라 열 출력이 증가하여 가속 속도로 성장하여 연소실을 통해 빠르게 팽창한다. 이러한 성장은 가연성 연료-공기 혼합물 자체를 통한 화염 전면의 이동과 레일리-테일러 불안정성(고온, 저밀도 연소 가스가 상대적으로 차갑고 밀도가 높은 미연 연료-공기 혼합물로 확장됨)으로 인해 발생한다.) 연소 영역을 단순한 구형의 화염 공보다 훨씬 더 큰 표면적을 갖는 연소 가스의 복합물로 빠르게 확장한다.(이 후자의 프로세스는 연료-공기의 기존 난류에 의해 강화되고 가속된다.) 정상적인 연소에서 이 화염 선단은 특정 혼합물에 대한 특성 속도로 연료/공기 혼합물 전체에서 이동한다. 거의 모든 사용 가능한 연료가 소비되면서 압력이 최고점까지 부드럽게 상승한 다음 피스톤이 하강하면서 압력이 떨어진다. 최대 실린더 압력은 피스톤이 TDC를 통과한 후 몇 크랭크축 각도에 도달하므로 피스톤에 가해지는 힘(피스톤의 상단 표면에 가해지는 압력 증가에서)은 피스톤의 속도와 기계적 이점이 있을 때 정확하게 가장 세게 밀 수 있다. 크랭크 샤프트의 팽창 가스로부터 힘을 가장 잘 회복하여 크랭크 샤프트로 전달되는 토크를 최대화한다.

## 비정상 연소
화염면 경계 너머의 연소되지 않은 연료/공기 혼합물이 일정 시간 동안(사용된 연료의 지연 시간 초과) 열과 압력의 조합에 노출되면 폭발이 발생할 수 있다. 폭발은 화염 전면 외부의 연료/공기 혼합물의 최소 한 포켓에서 거의 즉각적이고 폭발적인 점화를 특징으로 한다. 각 포켓 주위에 로컬 충격파가 생성되고 실린더 압력이 급격히 상승하여 설계 한계를 넘어 손상을 일으킬 수 있다. (폭발은 실제로 폭연보다 더 효율적이지만 일반적으로 엔진 구성 요소에 대한 손상 효과 때문에 피한다.)
극한 조건이나 많은 엔진 사이클에서 폭발이 지속되면 엔진 부품이 손상되거나 파손될 수 있다. 가장 단순한 악영향은 일반적으로 중간 정도의 노킹으로 인한 입자 마모로, 엔진 오일 시스템을 통해 추가로 발생하여 오일 필터에 걸리기 전에 다른 부품이 마모될 수 있다. 이러한 마모는 수압 캐비테이션으로 인한 손상과 유사한 침식, 마모 또는 "모래 분사"(sandblasted) 모양을 나타낸다. 심한 노킹은 물리적인 구멍이 녹아서 피스톤이나 실린더 헤드를 통해 밀려나는 형태의 치명적인 고장으로 이어질 수 있으며(즉, 연소실의 파열), 영향을 받는 실린더를 감압하고 큰 금속 조각, 연료 및 연소 생성물을 도입한다. 과공정(Hypereutectic) 피스톤은 이러한 충격파에서 쉽게 파손되는 것으로 알려져 있다.
폭발은 다음 기술 중 일부 또는 전부로 방지할 수 있다.
- 점화시기 지연
- 옥탄가가 높은 연료를 사용하여 연료의 연소 온도를 높이고 폭발 경향을 줄인다.
- 연소 중 화학 반응을 변경하고 연소 온도를 낮추며 폭발 마진을 증가시키는 공연비를 풍부하게 함
- 피크 실린더 압력 감소
- 스로틀 개방 또는 부스트 압력을 줄임으로써 매니폴드 압력 감소
- 엔진 부하 감소

압력과 온도는 밀접하게 연결되어 있기 때문에 압축비 감소, 배기 가스 재순환, 엔진 점화 타이밍 일정의 적절한 보정, 엔진 연소실 및 냉각 시스템의 신중한 설계를 통해 최고 연소실 온도를 제어하여 노크를 줄일 수도 있다. 초기 공기 흡입 온도를 제어한다.
납 및 탈륨과 같은 특정 물질을 추가하면 특정 연료를 사용할 때 폭발을 매우 잘 억제할 수 있다. 독성 오염의. 흡기 충전물에 추가된 납 분진은 다양한 탄화수소 연료의 노크도 줄여준다. 망간 화합물은 휘발유 연료의 노크를 줄이기 위해 사용되기도 한다.
노크는 추운 기후에서 덜 일반적이다. 애프터마켓 솔루션으로 물 분사 시스템을 사용하여 연소실 최고 온도를 낮추어 폭발을 억제할 수 있다. 추가 냉각 장치가 공급되지 않아도 스팀(수증기)이 노크를 억제한다.
노킹이 발생하려면 특정 화학적 변화가 먼저 발생해야 하므로 특정 구조를 가진 연료는 다른 것보다 더 쉽게 노크하는 경향이 있다. 분지형 사슬 파라핀은 노크에 저항하는 경향이 있는 반면 직쇄 파라핀은 쉽게 노크한다. 납, 증기 등이 연소 중에 발생하는 다양한 산화적 변화 중 일부를 방해하여 노크를 감소시킨다는 이론이 제시되었다.
언급한 바와 같이 난기류는 노크에 매우 중요한 영향을 미친다. 난기류가 좋은 엔진은 난기류가 나쁜 엔진보다 덜 노크하는 경향이 있다. 난기류는 엔진이 흡입하는 동안뿐만 아니라 혼합물이 압축되고 연소될 때도 발생한다. 많은 피스톤은 점화되고 연소될 때 공기와 연료를 함께 격렬하게 혼합하기 위해 "찌그러뜨리는" 난류를 사용하도록 설계되어 연소 속도를 높이고 연소되지 않은 혼합물을 냉각시켜 노크를 크게 줄인다. 이에 대한 한 가지 예는 모든 현대식 사이드 밸브 또는 플랫헤드 엔진이다. 헤드 공간의 상당 부분이 피스톤 크라운에 근접하도록 만들어져 TDC 근처에서 많은 난기류가 발생한다. 사이드 밸브 헤드의 초기에는 이것이 수행되지 않았으며 주어진 연료에 대해 훨씬 더 낮은 압축비를 사용해야 했다. 또한 이러한 엔진은 점화 진행에 민감하고 출력이 적는다.
연료가 압축 행정의 끝을 향해 고압축된 공기에 분사되는 디젤 엔진에서는 노킹을 거의 피할 수 없다. 분사되는 연료와 연소 시작 사이에 짧은 지연이 있다. 이때까지 연소실에는 이미 충분한 양의 연료가 있으며, 이 연료는 완전히 충전되기 전에 산소 밀도가 더 높은 영역에서 먼저 점화된다. 압력과 온도의 갑작스러운 증가는 특유의 디젤 '노크' 또는 '딸깍' 소리를 유발하며, 그 중 일부는 엔진 설계에서 허용되어야 한다.
인젝터 펌프, 연료 인젝터, 연소실, 피스톤 크라운 및 실린더 헤드의 신중한 설계는 노킹을 크게 줄일 수 있으며 전자 커먼 레일 분사를 사용하는 현대식 엔진은 노크 수준이 매우 낮다. 간접 분사를 사용하는 엔진은 일반적으로 직접 분사 엔진보다 노크 수준이 낮다. 연소실에서 산소가 더 잘 분산되고 분사 압력이 낮아 연료와 공기가 더 완벽하게 혼합되기 때문이다. 디젤은 실제로 휘발유 엔진과 똑같은 "노크"를 겪지 않는다. 그 원인은 불안정한 연소가 아니라 매우 빠른 압력 상승률인 것으로 알려져 있기 때문이다. 디젤 연료는 실제로 가솔린 엔진에서 매우 쉽게 노킹되지만 디젤 엔진에서는 연료가 팽창 주기 동안에만 산화되기 때문에 노킹이 발생할 시간이 없다. 가솔린 엔진에서 연료는 불꽃이 튀기 전에 압축되는 동안 항상 천천히 산화된다. 이를 통해 고온/고압의 매우 중요한 기간 전에 분자의 구조/구성에서 변화가 발생할 수 있다.